# Amélie-les-Bains-Palalda
Pour les articles homonymes, voir Amélie.
Amélie-les-Bains-Palalda  (en catalan : Els Banys d'Arles pour Amélie-les-Bains et Palaldà ou Palaudà pour Palalda, soit de nos jours Els Banys i Palaldà) est une commune française créée en 1942 par la fusion des anciennes communes d'Amélie-les-Bains et de Palalda, et située dans le sud-est du département des Pyrénées-Orientales, en région Occitanie. Sur le plan historique et culturel, la commune est dans le Vallespir, ancienne vicomté (englobée au Moyen Âge dans la vicomté de Castelnou), rattachée à la France par le traité des Pyrénées (1659) et correspondant approximativement à la vallée du Tech, de sa source jusqu'à Céret.
Exposée à un climat océanique altéré, elle est drainée par le Tech, la rivière d'el Terme, le Mondony. La commune possède un patrimoine naturel remarquable : un site Natura 2000 (« le Tech ») et deux zones naturelles d'intérêt écologique, faunistique et floristique.
Amélie-les-Bains-Palalda est une commune urbaine qui compte 3 553 habitants en 2022. Elle est dans l'unité urbaine d'Amélie-les-Bains-Palalda et est la commune-centre de l'aire d'attraction d'Amélie-les-Bains-Palalda. Ses habitants sont appelés les Améliens ou Améliennes et Palaldéens.

### Administration municipale

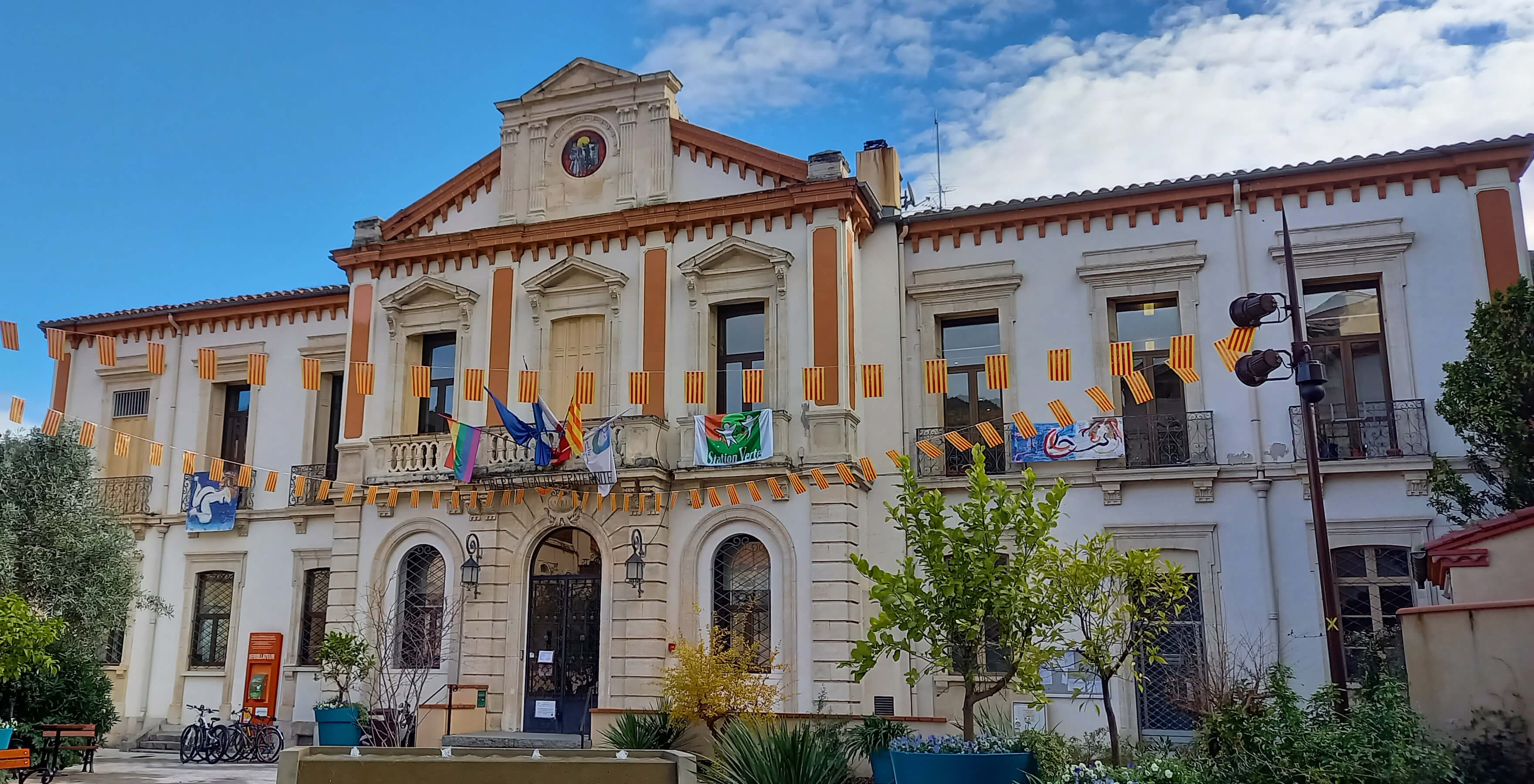
La mairie.

## Géographie

### Localisation
La commune d'Amélie-les-Bains-Palalda se trouve dans le département des Pyrénées-Orientales, en région Occitanie et est frontalière avec l'Espagne (Catalogne).
Elle se situe à 31 km à vol d'oiseau de Perpignan, préfecture du département, et à 7 km de Céret, sous-préfecture.
Les communes les plus proches sont : 
Montbolo (1,7 km), Reynès (3,0 km), Arles-sur-Tech (3,7 km), Taillet (5,8 km), Taulis (6,3 km), Céret (6,7 km), Corsavy (7,7 km), Oms (7,9 km).
Sur le plan historique et culturel, Amélie-les-Bains-Palalda fait partie du Vallespir, ancienne vicomté (englobée au Moyen Âge dans la vicomté de Castelnou), rattachée à la France par le traité des Pyrénées (1659) et correspondant approximativement à la vallée du Tech, de sa source jusqu'à Céret.
|                          | Montbolo                      |        |
| Arles-sur-Tech           | Amélie-les-Bains-Palalda      | Reynès |
| Saint-Laurent-de-Cerdans | Maçanet de Cabrenys (Espagne) |        |

### Géologie

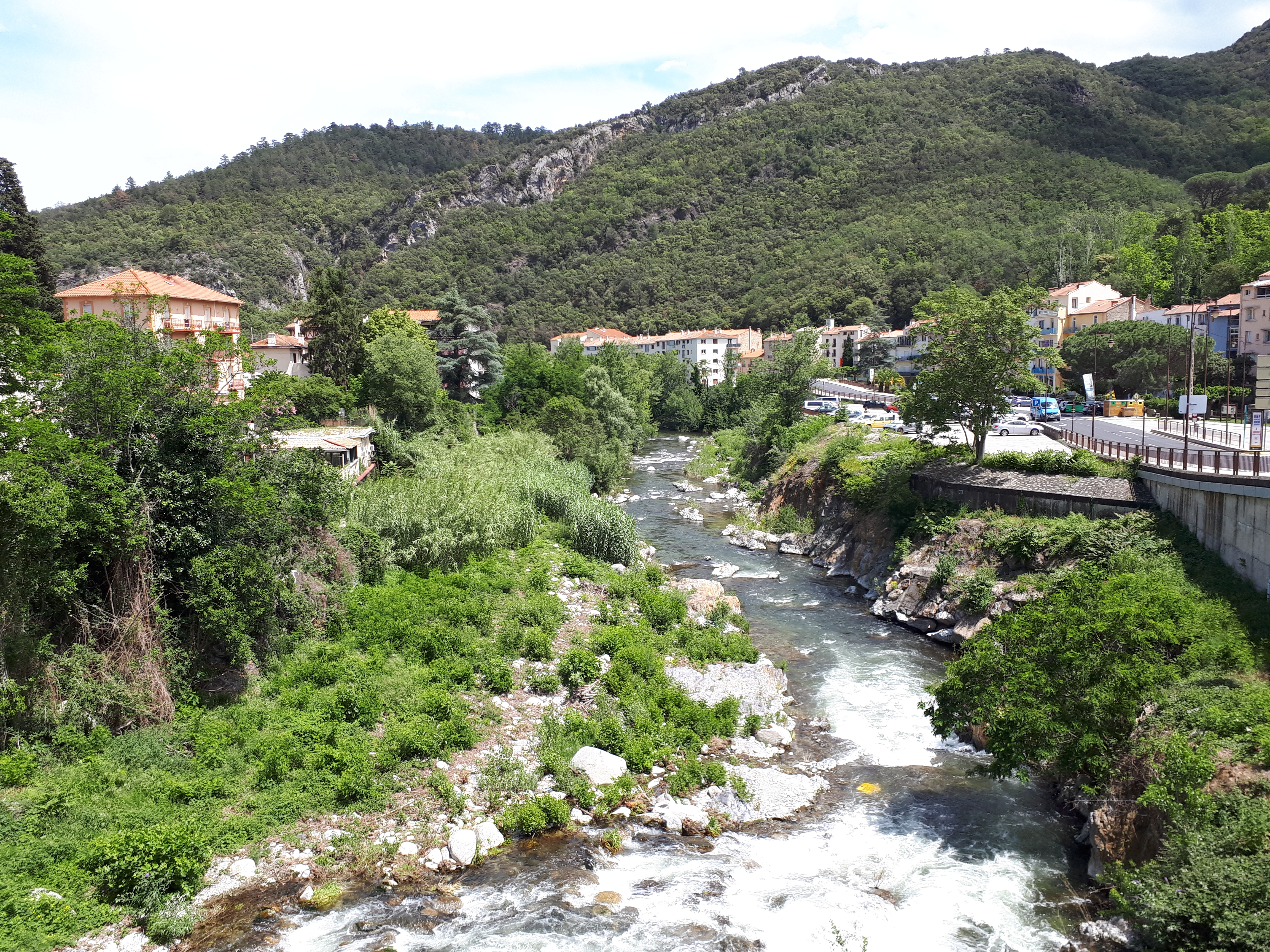
Le Tech à l'entrée est d'Amélie-les-Bains. Les métasédiments de la rive droite du fleuve en contrebas sont d'âge cambrien (environ 500 millions d'années). L'escarpement incliné qui s'élève de gauche à droite au-delà de la rivière est un affleurement de calcaire dolomitique triasique (environ 240 Ma).

La superficie de la commune est de 2 943 hectares. L'altitude de la commune varie entre 176 et 1 424 mètres. Le centre d'Amélie-les-Bains est à une altitude de 219 m.
La commune est classée en zone de sismicité 4, correspondant à une sismicité moyenne.
On a relevé des tremblements de terre en 1903, 1920 et 1922.[réf. nécessaire]
La commune se situe dans la zone axiale de la chaîne des Pyrénées. La majeure partie de la commune repose sur des gneiss, des granites et des métasédiments d'âge préhercynien (600 Ma - 300 Ma).
Cependant, une zone isolée de formations mésozoïques post-hercyniennes plus jeunes (environ 250-75 Ma), couvrant à peine 10 kilomètres carrés, se trouve immédiatement au nord et à l'est d'Amélie-les-Bains,. Ces formations mésozoïques recouvraient autrefois toute la zone axiale des Pyrénées. La zone mésozoïque près d'Amélie présente un intérêt géologique particulier car elle est « le seul affleurement de roches de couverture mésozoïques de la zone axiale dans les Pyrénées orientales et centrales... ».

### Climat
Pour des articles plus généraux, voir Climat de l'Occitanie et Climat des Pyrénées-Orientales.
En 2010, le climat de la commune est de type climat méditerranéen altéré, selon une étude du CNRS s'appuyant sur une série de données couvrant la période 1971-2000. En 2020, Météo-France publie une typologie des climats de la France métropolitaine dans laquelle la commune est exposée à un climat méditerranéen et est dans la région climatique Pyrénées orientales, caractérisée par une faible pluviométrie, un très bon ensoleillement (2 600 h/an), un air sec, particulièrement en hiver et peu de brouillards.
Pour la période 1971-2000, la température annuelle moyenne est de 14,3 °C, avec une amplitude thermique annuelle de 14,7 °C. Le cumul annuel moyen de précipitations est de 877 mm, avec 6,8 jours de précipitations en janvier et 4,8 jours en juillet. Pour la période 1991-2020, la température moyenne annuelle observée sur la station météorologique installée sur la commune est de 16,0 °C et le cumul annuel moyen de précipitations est de 893,8 mm,. Pour l'avenir, les paramètres climatiques de la commune estimés pour 2050 selon différents scénarios d’émission de gaz à effet de serre sont consultables sur un site dédié publié par Météo-France en novembre 2022.
| Mois                                  | jan.             | fév.            | mars          | avril           | mai            | juin           | jui.          | août           | sep.          | oct.          | nov.            | déc.            | année      |
| ------------------------------------- | ---------------- | --------------- | ------------- | --------------- | -------------- | -------------- | ------------- | -------------- | ------------- | ------------- | --------------- | --------------- | ---------- |
| Température minimale moyenne (°C)     | 3,4              | 3,7             | 6,2           | 8,3             | 11,7           | 15,3           | 17,5          | 17,7           | 14,3          | 11,4          | 6,9             | 4,2             | 10,1       |
| Température moyenne (°C)              | 9,2              | 9,8             | 12,2          | 14              | 17,3           | 21,2           | 24            | 24,1           | 20,7          | 17,3          | 12,6            | 9,9             | 16         |
| Température maximale moyenne (°C)     | 15               | 15,8            | 18,2          | 19,8            | 23             | 27             | 30,4          | 30,6           | 27,1          | 23,3          | 18,3            | 15,6            | 22         |
| Record de froid (°C) date du record   | −12,4 15.01.1985 | −8,6 11.02.1986 | −5,4 11.03.10 | −0,5 14.04.1998 | 0,7 07.05.1982 | 5,1 07.06.1984 | 8 11.07.1993  | 8,8 26.08.1985 | 5,4 28.09.07  | 0,2 29.10.12  | −4,9 20.11.1985 | −6,5 02.12.1980 | −12,4 1985 |
| Record de chaleur (°C) date du record | 29 05.01.13      | 28,8 27.02.19   | 30,1 09.03.00 | 32,1 08.04.11   | 35 29.05.01    | 41,4 28.06.19  | 39 17.07.1994 | 41 12.08.03    | 38,4 06.09.16 | 36 01.10.1997 | 29 06.11.13     | 26,6 16.12.1985 | 41,4 2019  |
| Précipitations (mm)                   | 77,6             | 52,7            | 69,4          | 93              | 90,3           | 65,1           | 42,5          | 60,4           | 71,4          | 106           | 92,9            | 72,5            | 893,8      |

### Hydrographie
La ville est arrosée par le fleuve côtier Tech qui fait des boucles et donne ce relief si escarpé à la cité. Le Mondony traverse le sud de la ville pour se jeter dans le Tech.

### Milieux naturels et biodiversité

#### Réseau Natura 2000

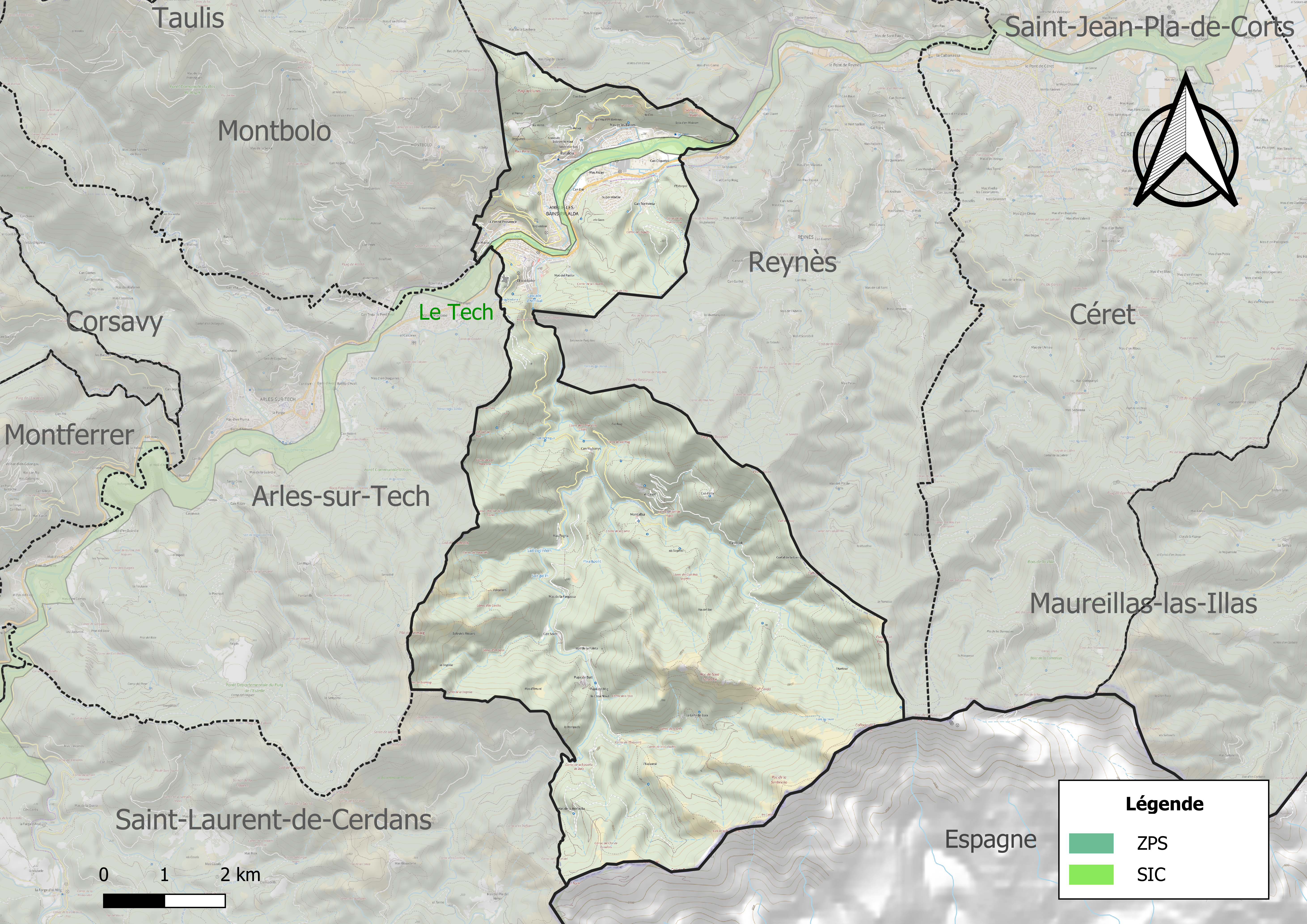
Site Natura 2000 sur le territoire communal.

Le réseau Natura 2000 est un réseau écologique européen de sites naturels d'intérêt écologique élaboré à partir des directives habitats et oiseaux, constitué de zones spéciales de conservation (ZSC) et de zones de protection spéciale (ZPS).
Un site Natura 2000 a été défini sur la commune au titre de la directive habitats : « le Tech », d'une superficie de 1 467 ha, héberge le Barbeau méridional qui présente une très grande variabilité génétique dans tout le bassin versant du Tech. Le haut du bassin est en outre colonisé par le Desman des Pyrénées.

#### Zones naturelles d'intérêt écologique, faunistique et floristique

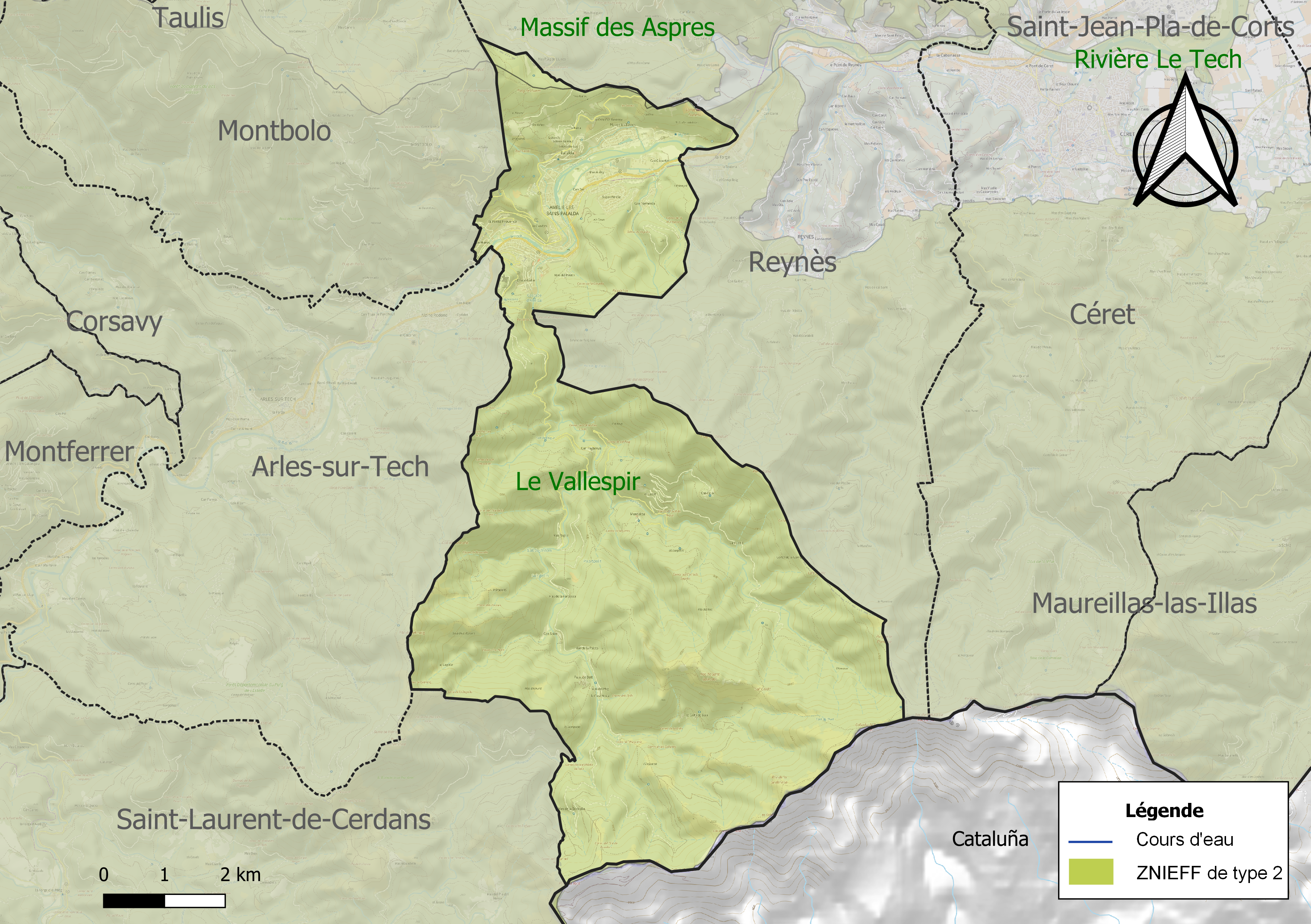
Carte des ZNIEFF de type 2 localisées sur la commune.

L’inventaire des zones naturelles d'intérêt écologique, faunistique et floristique (ZNIEFF) a pour objectif de réaliser une couverture des zones les plus intéressantes sur le plan écologique, essentiellement dans la perspective d’améliorer la connaissance du patrimoine naturel national et de fournir aux différents décideurs un outil d’aide à la prise en compte de l’environnement dans l’aménagement du territoire.
Deux ZNIEFF de type 2 sont recensées sur la commune :
- « le Vallespir » (47 344 ha), couvrant 18 communes du département[24] ;
- le « massif des Aspres » (28 819 ha), couvrant 37 communes du département[25].

## Urbanisme

### Typologie
Au 1er janvier 2024, Amélie-les-Bains-Palalda est catégorisée petite ville, selon la nouvelle grille communale de densité à sept niveaux définie par l'Insee en 2022.
Elle appartient à l'unité urbaine d'Amélie-les-Bains-Palalda, une agglomération intra-départementale regroupant deux  communes, dont elle est ville-centre,,. Par ailleurs la commune fait partie de l'aire d'attraction d'Amélie-les-Bains-Palalda, dont elle est la commune-centre,. Cette aire, qui regroupe 6 communes, est catégorisée dans les aires de moins de 50 000 habitants,.

### Occupation des sols
L'occupation des sols de la commune, telle qu'elle ressort de la base de données européenne d’occupation biophysique des sols Corine Land Cover (CLC), est marquée par l'importance des forêts et milieux semi-naturels (91,6 % en 2018), une proportion sensiblement équivalente à celle de 1990 (91,7 %). La répartition détaillée en 2018 est la suivante : 
forêts (80,1 %), milieux à végétation arbustive et/ou herbacée (11,6 %), zones urbanisées (5,8 %), zones agricoles hétérogènes (2,6 %). L'évolution de l’occupation des sols de la commune et de ses infrastructures peut être observée sur les différentes représentations cartographiques du territoire : la carte de Cassini (XVIIIe siècle), la carte d'état-major (1820-1866) et les cartes ou photos aériennes de l'IGN pour la période actuelle (1950 à aujourd'hui).

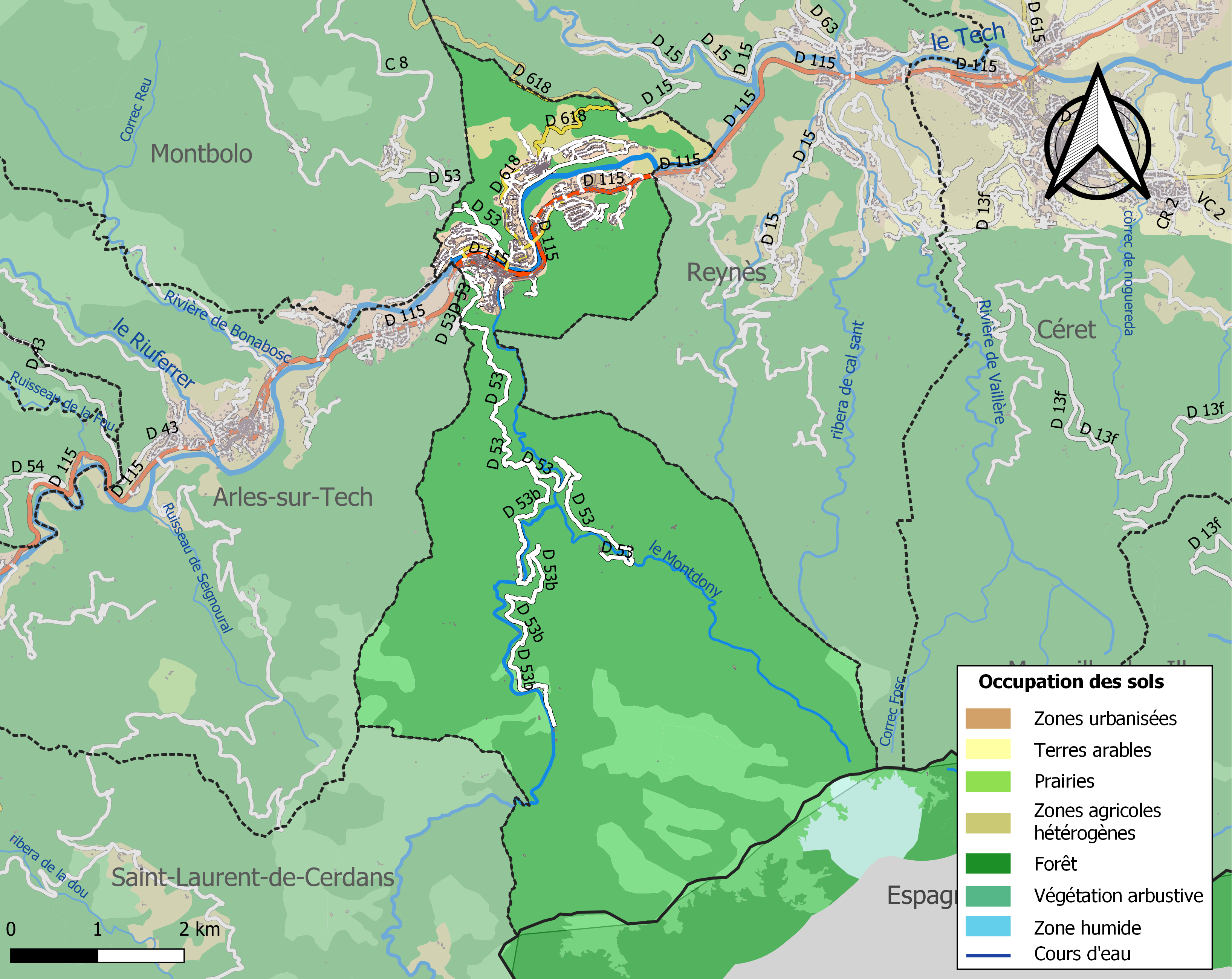
Carte des infrastructures et de l'occupation des sols de la commune en 2018 (CLC).

### Voies de communication et transports
Elle est desservie par la route départementale 115, qui doit faire l'objet d'aménagements dans la prochaine décennie afin de permettre une meilleure communication entre la ville et la plaine littorale.
La ville était de plus desservie par le chemin de fer avant sa destruction par l’inondation de 1940. Une voie verte reliant Le Boulou à Arles-sur-Tech emprunte la plateforme de l'ancienne voie ferrée.
En matière de transports en commun, la commune est desservie par les lignes 530, 531, 532 et 535 du réseau régional liO.
Elle dispose aussi de son propre réseau de bus, Amélia.

### Risques majeurs
Le territoire de la commune d'Amélie-les-Bains-Palalda est vulnérable à différents aléas naturels : inondations, climatiques (grand froid ou canicule), feux de forêts, mouvements de terrains et séisme (sismicité moyenne). Il est également exposé à un risque technologique,  le transport de matières dangereuses, et à deux risques particuliers, les risques radon et minier,.

#### Risques naturels
Certaines parties du territoire communal sont susceptibles d’être affectées par le risque d’inondation par crue torrentielle de cours d'eau du bassin du Tech.
Les mouvements de terrains susceptibles de se produire sur la commune sont soit des mouvements liés au retrait-gonflement des argiles, soit des glissements de terrains, soit des chutes de blocs, soit des effondrements liés à des cavités souterraines. Une cartographie nationale de l'aléa retrait-gonflement des argiles permet de connaître les sols argileux ou marneux susceptibles vis-à-vis de ce phénomène. L'inventaire national des cavités souterraines permet par ailleurs de localiser celles situées sur la commune.
Ces risques naturels sont pris en compte dans l'aménagement du territoire de la commune par le biais d'un plan de prévention des risques inondations et mouvements de terrains.

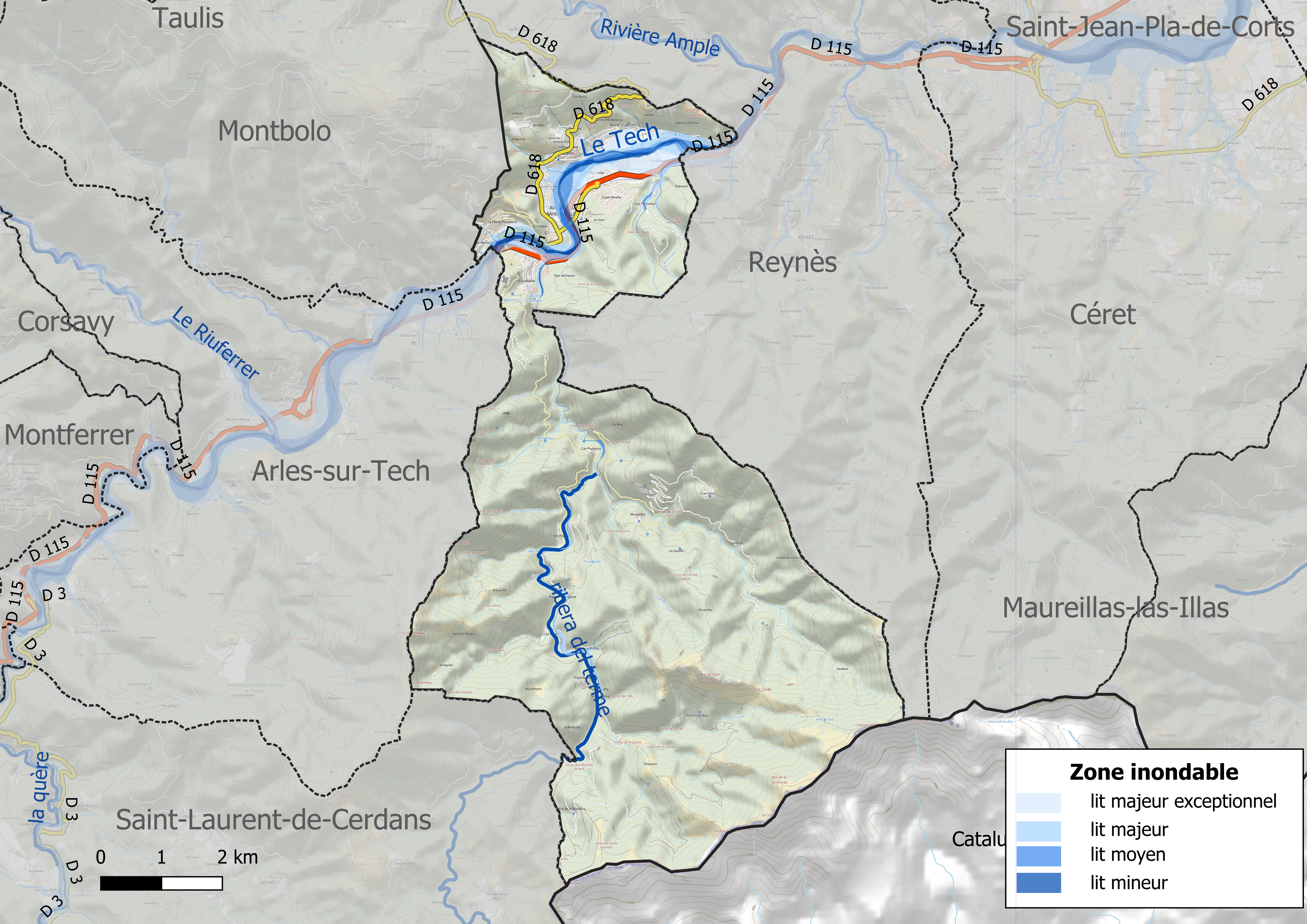
Carte des zones inondables.
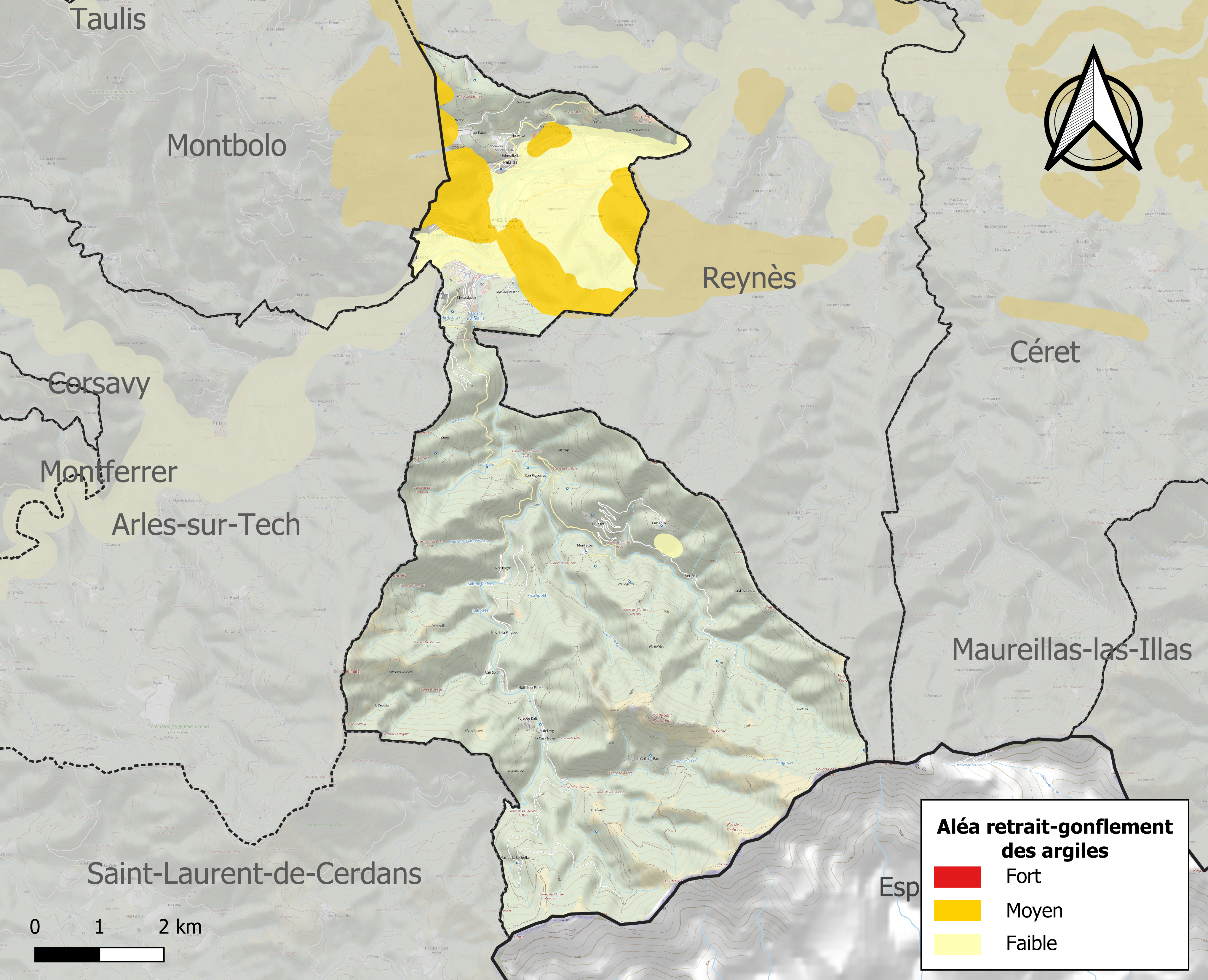
Carte des zones d'aléa retrait-gonflement des argiles.

#### Risques technologiques
Le risque de transport de matières dangereuses sur la commune est lié à sa traversée par une canalisation de transport de gaz. Un accident se produisant sur une telle infrastructure est en effet susceptible d’avoir des effets graves au bâti ou aux personnes jusqu’à 350 m, selon la nature du matériau transporté. Des dispositions d’urbanisme peuvent être préconisées en conséquence.

#### Risque particulier
La commune est concernée par le risque minier, principalement lié à l’évolution des cavités souterraines laissées à l’abandon et sans entretien après l’exploitation des mines.
Dans plusieurs parties du territoire national, le radon, accumulé dans certains logements ou autres locaux, peut constituer une source significative d’exposition de la population aux rayonnements ionisants. Toutes les communes du département sont concernées par le risque radon à un niveau plus ou moins élevé. Selon la classification de 2018, la commune d'Amélie-les-Bains-Palalda est classée en zone 3, à savoir zone à potentiel radon significatif.

## Toponymie
Amélie-les-Bains

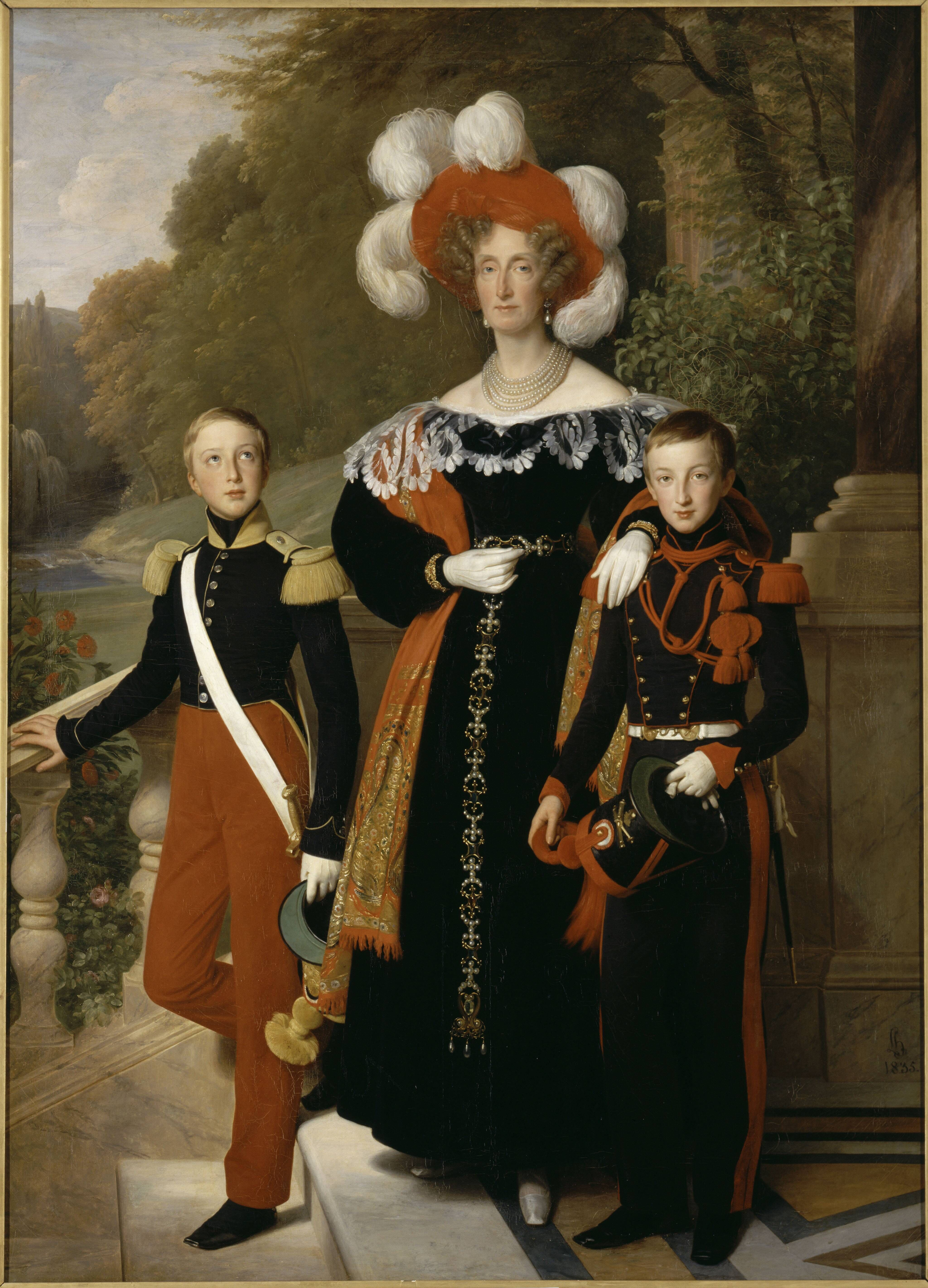
La reine Marie-Amélie en compagnie de ses deux fils cadets (1835).

Amélie-les-Bains était jadis connue sous le nom Els Banys d'Arles (« Les Bains d'Arles »). Le nom d'Arles (Arulas en 934) viendrait des racines Ar et El, désignant une vallée se transformant en plaine et la présence d'une rivière dans cette même vallée. Les « Bains d'Arles » étaient les sources chaudes, situées à proximité d'Arles, puis les thermes romains liés à ce lieu.
À la suite de la construction du fort par Vauban en 1670, le territoire prend le nom de « Fort-les-Bains ».
La commune change de nom le 23 mai 1840 pour devenir « Amélie-les-Bains » en hommage à la reine Marie-Amélie de Bourbon-Siciles, épouse de Louis-Philippe Ier. Par la suite, la reine Amélie découvre Les Bains d'Arles en 1848, sans doute grâce à l'invitation du général de Castellane, gouverneur militaire du Roussillon à l'époque. Elle en devient alors une propagandiste enthousiaste,.
Palalda
Palalda est citée dès 814 sous le nom de villam Paladdanum. Les mentions suivantes donnent de Palatiodano (874), in Palatioatan (881) puis in Palaldano et Palatio Dan (1091). Une famille de Palauda est mentionnée au XIIIe siècle.
Montalba-d'Amélie
Pour le différencier du village de Montalba situé près d'Ille-sur-Têt, le hameau est mentionné à partir du XVIIIe siècle sous le nom de Montalbà dels Banys ou Montalba les Bains, en référence à l'ancien nom d'Els Banys, puis à partir de 1840, Montalba d'Amélie lorsque Els Banys ou Les Bains devient « Amélie-les-Bains ». On rencontre également au début du XXe siècle le nom de Montalba d'Arles, en référence à la ville d'Arles-sur-Tech située à proximité au nord-est.
Le 25 juin 1933, Montalba change officiellement de nom pour devenir « Montalba-d'Amélie ».
Amélie-les-Bains-Palalda
Après la fusion d'Amélie-les-Bains et de Palalda le 1er octobre 1942, le nom de la nouvelle commune devient « Amélie-les-Bains-Palalda ». Il ne change pas après le rattachement de la commune de Montalba-d'Amélie le 17 novembre 1962.
En catalan, le nom de la commune est Els Banys d'Arles pour Amélie-les-Bains et Palaldà ou Palaudà pour Palalda, soit de nos jours Els Banys d'Arles i Palaldà.

## Histoire
Un arrêté préfectoral du 1er octobre 1942 rattache, le 1er novembre 1942, la commune de Palalda à celle d'Amélie-les-Bains pour former la nouvelle commune d'Amélie-les-Bains-Palalda.
Le 17 novembre 1962, un arrêté préfectoral rattache la commune de Montalba-d'Amélie à celle d'Amélie-les-Bains-Palalda, sans le changement du nom de cette dernière.

## Politique et administration

### Canton
En 1790, les communes des Bains d'Arles, Montalba-les-Bains et Palalda sont toutes trois incluses dans le nouveau canton d'Arles, dont elles font toujours partie à ce jour à travers la commune d'Amélie-les-Bains-Palalda. À compter des élections départementales de 2015, la commune devient le bureau centralisateur du nouveau canton du Canigou.

### Liste des maires
| Période          | Période          | Identité          | Étiquette              | Qualité |
| ---------------- | ---------------- | ----------------- | ---------------------- | --- |
| 10 octobre 1941  | 20 août 1944     | François Mefler   |                        | Maire d'Amélie-les-Bains devenu Amélie-les-Bains-Palalda le 1er octobre 1942 |
| 20 août 1944     | 5 mars 1945      | Gaudérique Parent |                        | |
| 19 mars 1945     | 17 décembre 1950 | Georges Bosch     |                        | |
| 17 décembre 1950 | 23 janvier 1951  | Jean Trescases    | SFIO                   | |
| 25 février 1951  | 14 février 1952  | Gustave Pouzens   |                        | |
| 14 février 1952  | 19 mars 1959     | Paul Alduy        | SFIO                   | Haut fonctionnaire Député de la 1re circonscription des Pyrénées-Orientales (1958 → 1981) Conseiller général du canton de Prats-de-Mollo-la-Preste (1955 → 1959)                                                                                              |
| 19 mars 1959     | 10 avril 1959    | Jean Aspar        |                        | |
| 10 avril 1959    | 18 mars 2001     | Jacqueline Alduy  | SFIO, DVG puis UDF-CDS | Sénatrice des Pyrénées-Orientales (1982 → 1983) Conseillère générale du canton d'Arles-sur-Tech (1967 → 2001) |
| 18 mars 2001     | 5 juillet 2020   | Alexandre Reynal  | PS                     | Commerçant Président de la Communauté de communes du Haut Vallespir[réf. nécessaire] Conseiller général du canton d'Arles-sur-Tech (2001 → 2015) Conseiller départemental du canton du Canigou (2015 → ) Vice-président du conseil général puis départemental |
| 5 juillet 2020   | En cours         | Marie Costa       | SE                     | |

## Population et société

### Démographie
L'évolution du nombre d'habitants est connue à travers les recensements de la population effectués dans la commune depuis 1793. Pour les communes de moins de 10 000 habitants, une enquête de recensement portant sur toute la population est réalisée tous les cinq ans, les populations de référence des années intermédiaires étant quant à elles estimées par interpolation ou extrapolation. Pour la commune, le premier recensement exhaustif entrant dans le cadre du nouveau dispositif a été réalisé en 2005.

En 2022, la commune comptait 3 553 habitants, en évolution de +2,04 % par rapport à 2016 (Pyrénées-Orientales : +3,92 %, France hors Mayotte : +2,11 %).
| 1793 | 1800 | 1806 | 1821 | 1831 | 1836 | 1841 | 1846 | 1851 |
| ---- | ---- | ---- | ---- | ---- | ---- | ---- | ---- | ---- |
| 253  | 221  | 226  | 249  | 225  | 331  | 371  | 407  | 574  |

| 1856 | 1861  | 1866  | 1872  | 1876  | 1881  | 1886  | 1891  | 1896  |
| ---- | ----- | ----- | ----- | ----- | ----- | ----- | ----- | ----- |
| 836  | 1 009 | 1 390 | 1 412 | 1 429 | 1 668 | 1 500 | 1 738 | 1 381 |

| 1901  | 1906  | 1911  | 1921  | 1926  | 1931  | 1936  | 1946  | 1954  |
| ----- | ----- | ----- | ----- | ----- | ----- | ----- | ----- | ----- |
| 1 340 | 1 328 | 1 383 | 1 334 | 1 571 | 1 699 | 1 847 | 2 900 | 2 882 |

| 1962  | 1968  | 1975  | 1982  | 1990  | 1999  | 2005  | 2006  | 2010  |
| ----- | ----- | ----- | ----- | ----- | ----- | ----- | ----- | ----- |
| 2 964 | 3 662 | 3 908 | 3 713 | 3 239 | 3 475 | 3 644 | 3 656 | 3 702 |

| 2015  | 2020  | 2022  | - | - | - | - | - | - |
| ----- | ----- | ----- | - | - | - | - | - | - |
| 3 493 | 3 581 | 3 553 | - | - | - | - | - | - |

Avant 1946, la population recensée est celle d'Amélie-les-Bains exclusivement.
À partir de 1968, la population recensée inclut également celle de Montalba-d'Amélie.
| selon la population municipale des années : | 1968 | 1975 | 1982 | 1990 | 1999 | 2006 | 2009 | 2013 |
| Rang de la commune dans le département      | 12   | 13   | 19   | 24   | 24   | 29   | 29   | 30   |
| Nombre de communes du département           | 232  | 217  | 220  | 225  | 226  | 226  | 226  | 226  |

### Enseignement
La commune d'Amélie-les-Bains-Palalda possède une école maternelle publique, avec un effectif de 48 élèves en 2014, une école élémentaire publique, avec un effectif de 120 élèves en 2014, et une école primaire publique (maternelle et élémentaire), avec un effectif de 92 élèves en 2014.

### Manifestations culturelles et festivités
- Fêtes patronales : 24 juin et 2e dimanche d'octobre[57].
- Marché : les jeudis[57].
- Festibanyes : spectacle taurin, chaque année début septembre[58]. L'édition 2013 voit l'annulation d'une partie du spectacle sous la pression des internautes[59].

### Santé
Association caritatives

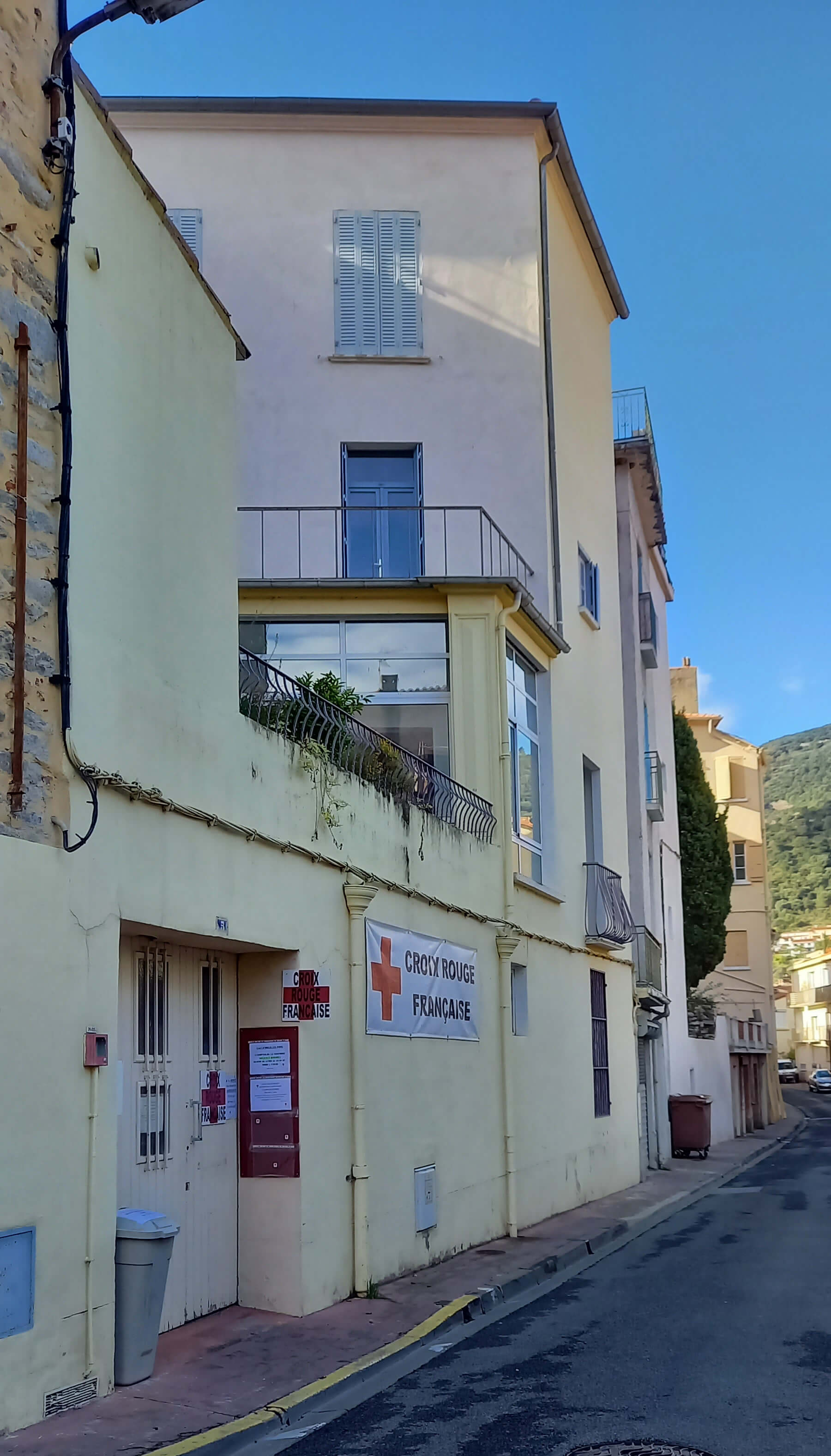
Le local de la Croix-rouge.

- La Croix-Rouge a commencé à œuvrer dans cette ville en 1888[60]. En 2021 elle continue son œuvre au 5 rue Joseph Coste.

### Sports
Rugby
Lors de la saison 2013-2014, l'Entente Vallespir Arles-sur-Tech-Amélie-les-Bains-Palalda (EVAAP) a été championne de France de 3e série en battant l'US Quint-Fonsegrives 19 à 3,,.

## Économie

### Revenus
En 2018, la commune compte 2 147 ménages fiscaux, regroupant 3 613 personnes. La médiane du revenu disponible par unité de consommation est de 17 530 € (19 350 € dans le département). 33 % des ménages fiscaux sont imposés (42,1 % dans le département).

### Emploi
|                | 2008   | 2013   | 2018   |
| -------------- | ------ | ------ | ------ |
| Commune        | 15,1 % | 17,9 % | 19,2 % |
| Département    | 10,3 % | 12,9 % | 13,3 % |
| France entière | 8,3 %  | 10 %   | 10 %   |

En 2018, la population âgée de 15 à 64 ans s'élève à 1 706 personnes, parmi lesquelles on compte 66,8 % d'actifs (47,6 % ayant un emploi et 19,2 % de chômeurs) et 33,2 % d'inactifs,. Depuis 2008, le taux de chômage communal (au sens du recensement) des 15-64 ans est supérieur à celui de la France et du département.
La commune est la commune-centre de l'aire d'attraction d'Amélie-les-Bains-Palalda,. Elle compte 1 205 emplois en 2018, contre 1 368 en 2013 et 1 495 en 2008. Le nombre d'actifs ayant un emploi résidant dans la commune est de 843, soit un indicateur de concentration d'emploi de 142,9 % et un taux d'activité parmi les 15 ans ou plus de 37 %.
Sur ces 843 actifs de 15 ans ou plus ayant un emploi, 460 travaillent dans la commune, soit 55 % des habitants. Pour se rendre au travail, 72,4 % des habitants utilisent un véhicule personnel ou de fonction à quatre roues, 4,2 % les transports en commun, 16,3 % s'y rendent en deux-roues, à vélo ou à pied et 7,2 % n'ont pas besoin de transport (travail au domicile).

### Thermalisme
La chaîne thermale du Soleil gère la station thermale qui reçoit environ 25 000 curistes par saison.

## Culture locale et patrimoine

### Lieux et monuments

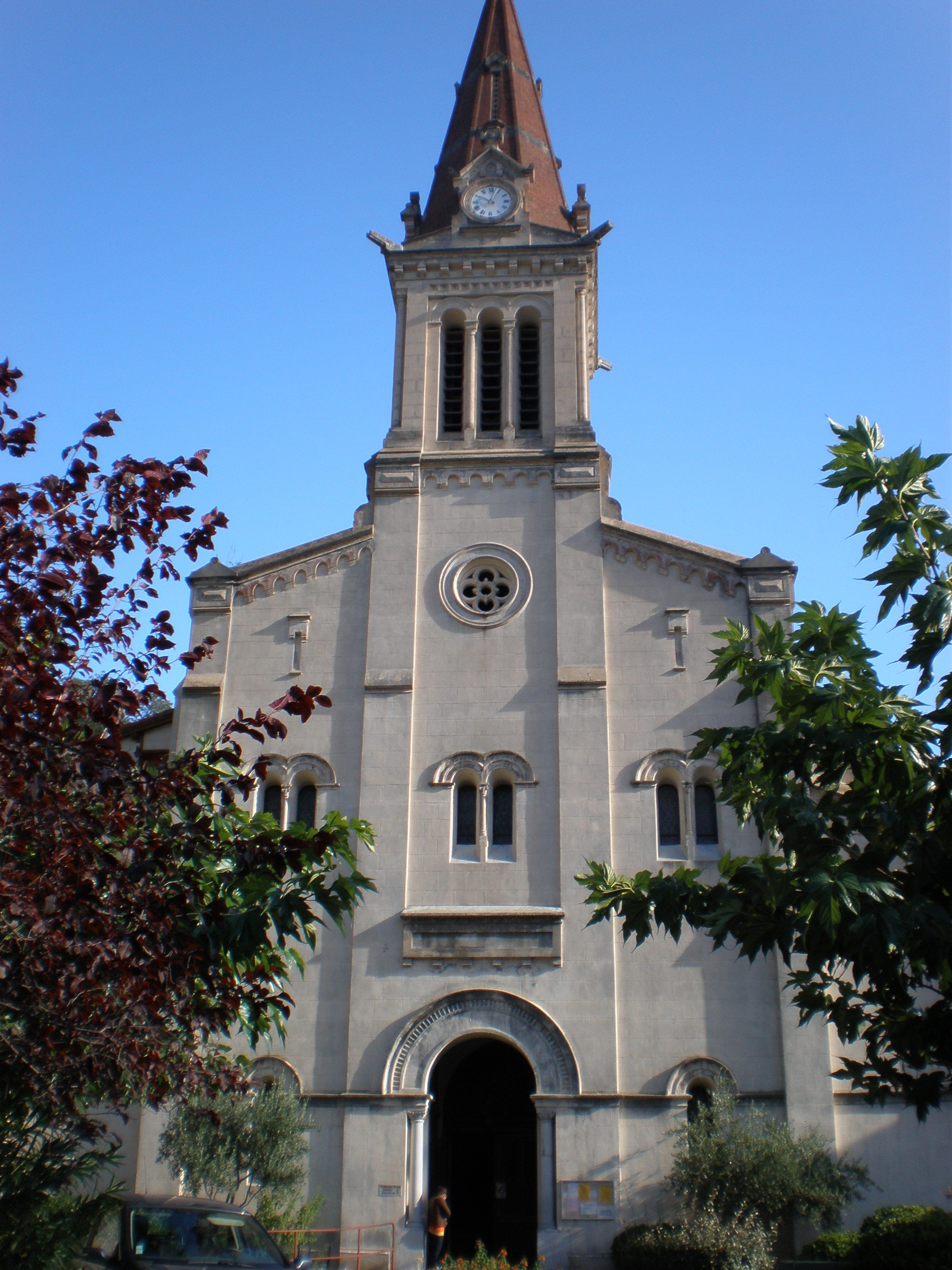
L'église Saint-Quentin d'Amélie-les-Bains (XIXe siècle).

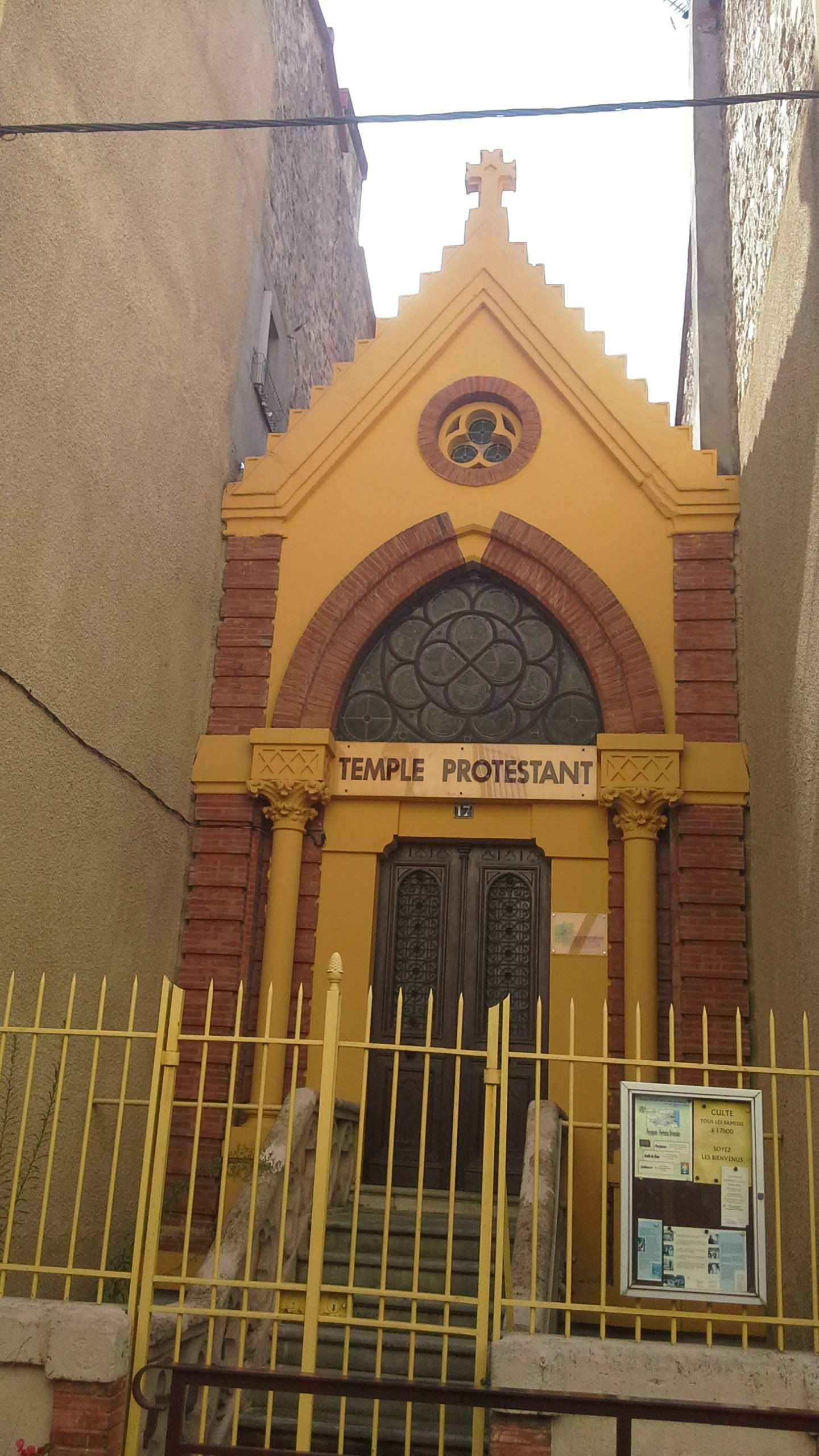
Temple protestant de l'Église réformée unie. Rue des Thermes.

- Chapelle Saint-Joseph de Pujol de Dalt.
- Chapelle Notre-Dame de Can Félix.
- Temple de l'Église protestante unie de France d'Amélie-les-Bains-Palalda.

Amélie-les-Bains
- L'ancienne église Saint-Quentin est mentionnée en 869, elle avait été édifiée sans doute peu après la fondation du monastère pour les habitants qui s'étaient établis aux environs. Consacrée de nouveau en 1061 à la suite de travaux de restauration (ou d'agrandissement), elle fut remaniée à l'époque gothique puis protégée à l'époque moderne, classée monument historique. Elle est malheureusement déclassée et rasée en 1932 afin de permettre la construction de chambres d'hôtel[9].
- L'église Saint-Quentin, dédiée à saint Quentin, elle est l'actuelle église paroissiale d'Amélie, construite de 1868 à 1871. Elle conserve une statue de la Vierge d'art roman du XIIIe siècle, provenant de l'ancienne église Saint-Quentin. Le clocher est doté d'un carillon de sept cloches.
- Église Sainte-Marie d'Amélie-les-Bains.
- Chapelle Saint-Christ d'Amélie-les-Bains.
- Fort-les-Bains ( Classé MH (1909)) : fort surplombant la ville et construit en 1670.
- Les thermes romains ( Classé MH (1905)) et l'hôpital thermal des armées ( Inscrit MH (2007)).
- Cimetières :

Amélie-les-Bains possède sept nécropoles sur son territoire : l'ancien et le nouveau cimetières, le cimetière militaire, le cimetière protestant, près de la maison du gardien, Montalba-d'Amélie, l'ancien et le nouveau cimetières de Palalada, et le cimetière du Rosaire, près de l'église Saint-Martin.
Dans ces cimetières reposent toutes les personnes appartenant au peuple, au clergé, à la noblesse, et à l'armée. Leur histoire se raconte à la lecture de leur stèle, et tous ces personnages font de la principale nécropole amélienne, un petit Père Lachaise. En 1996, Jerry de Pierregot écrivit un ouvrage sur les Nécroples améliennes à la fin du XXe siècle.
- Tombe d'un samouraï japonais au cimetière communal d'Amélie-les-bains.

La commune a vu passer beaucoup de personnages célèbres. Tous n'y sont pas inhumés. Y sont morts, par exemple le maréchal Achille Baraguey d'Hilliers ou le médecin-major Ernest Duchesne, qui découvrit le pénicillium trente ans avant Fleming, et dont un square rappelle la mémoire. Quelques grandes maisons françaises sont représentées dans ces nécropoles, telles que Maupeou d'Ableiges, Arcis de Chazournes, Saint-James, Chaudoir, Gavrel de Loupiac, Juest de Mire, Lamer, Lemonier de La Haitrée, Lelarge de Lourdoueix, Viaris de Lesegno, Bradisch de Wexford, un prince indien, etc. On y trouve également des personnages hétéroclites, le fondateur de la République rouge de Palalda, un boulanger qui inventa un pétrin à pédales, un samouraï, des créateurs d'apéritif (pi-flip), des officiers.
- Pont sur le Tech : pont en arc en béton armé à trois articulations construit par Simon Boussiron en 1909[65].

Palalda
Le village a une allure médiévale, avec la place au centre de l'ancien château donnant sur l'église Saint-Martin.
- L'église Saint-Martin est mentionnée pour la première fois en 967, est composée d'une nef unique voûtée d'un berceau "écrasé" du XIe ou du XIIe siècle. La partie orientale de l'édifice fut totalement reconstruite au XVIe siècle. Le chœur conserve un superbe retable baroque daté de 1656 ainsi que d'autres œuvres.
- Le calvaire, haut de 8 m est situé au sommet d'une colline.
- Chapelle Notre-Dame-du-Rosaire de Palalda.
- Musée postal (départemental) et musée d'art et traditions populaires dans le même bâtiment, sont situés à côté de l'église.

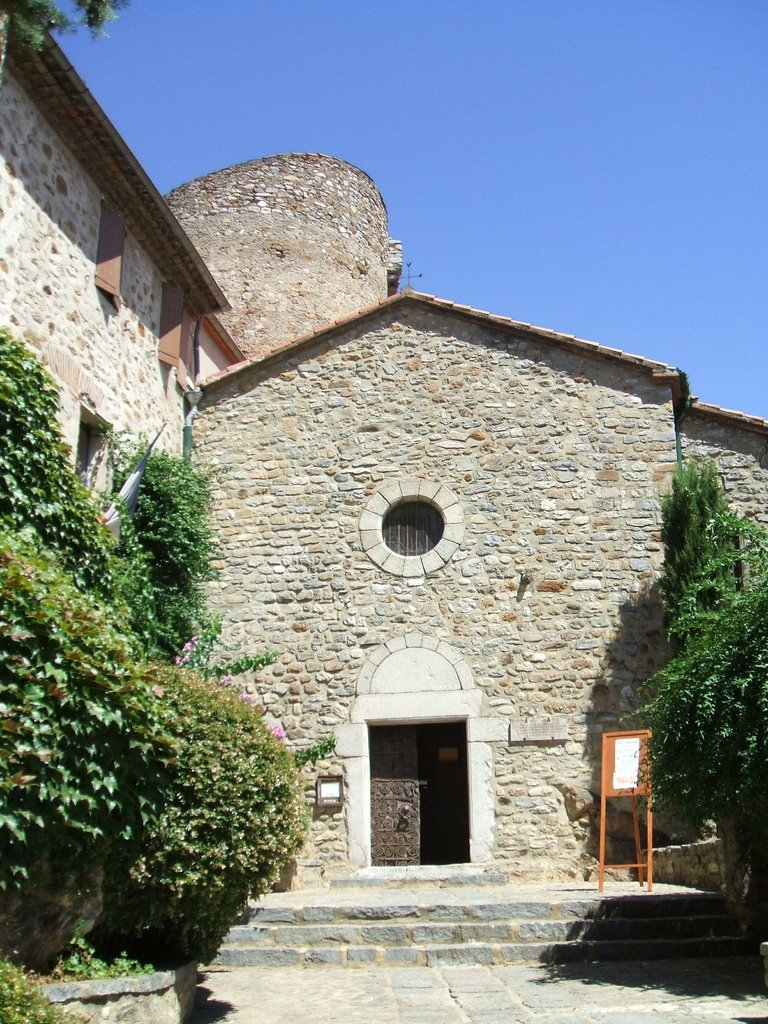
Église Saint-Martin de Palalda.
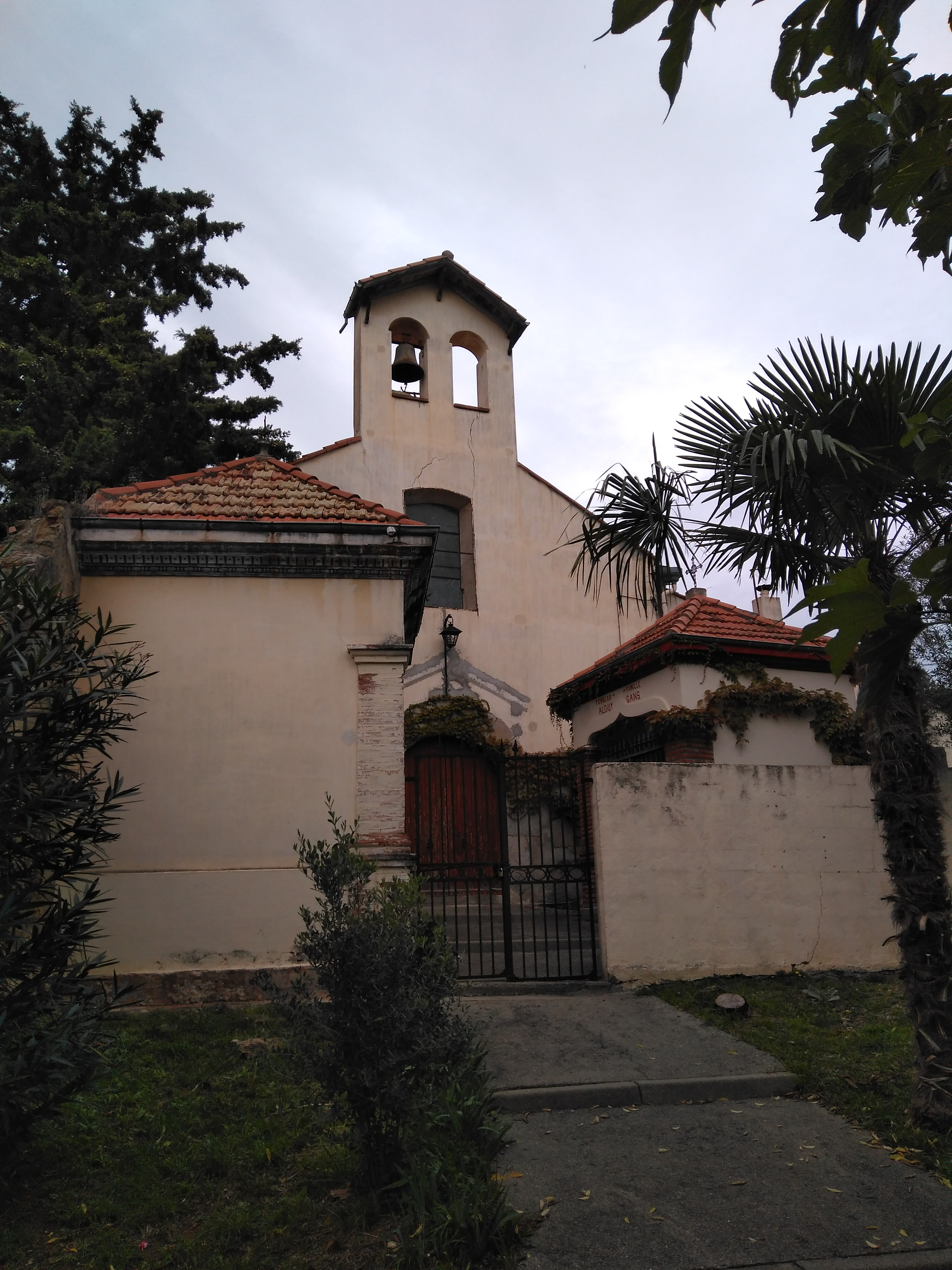
Chapelle Notre-Dame-du-Rosaire de Palalda.
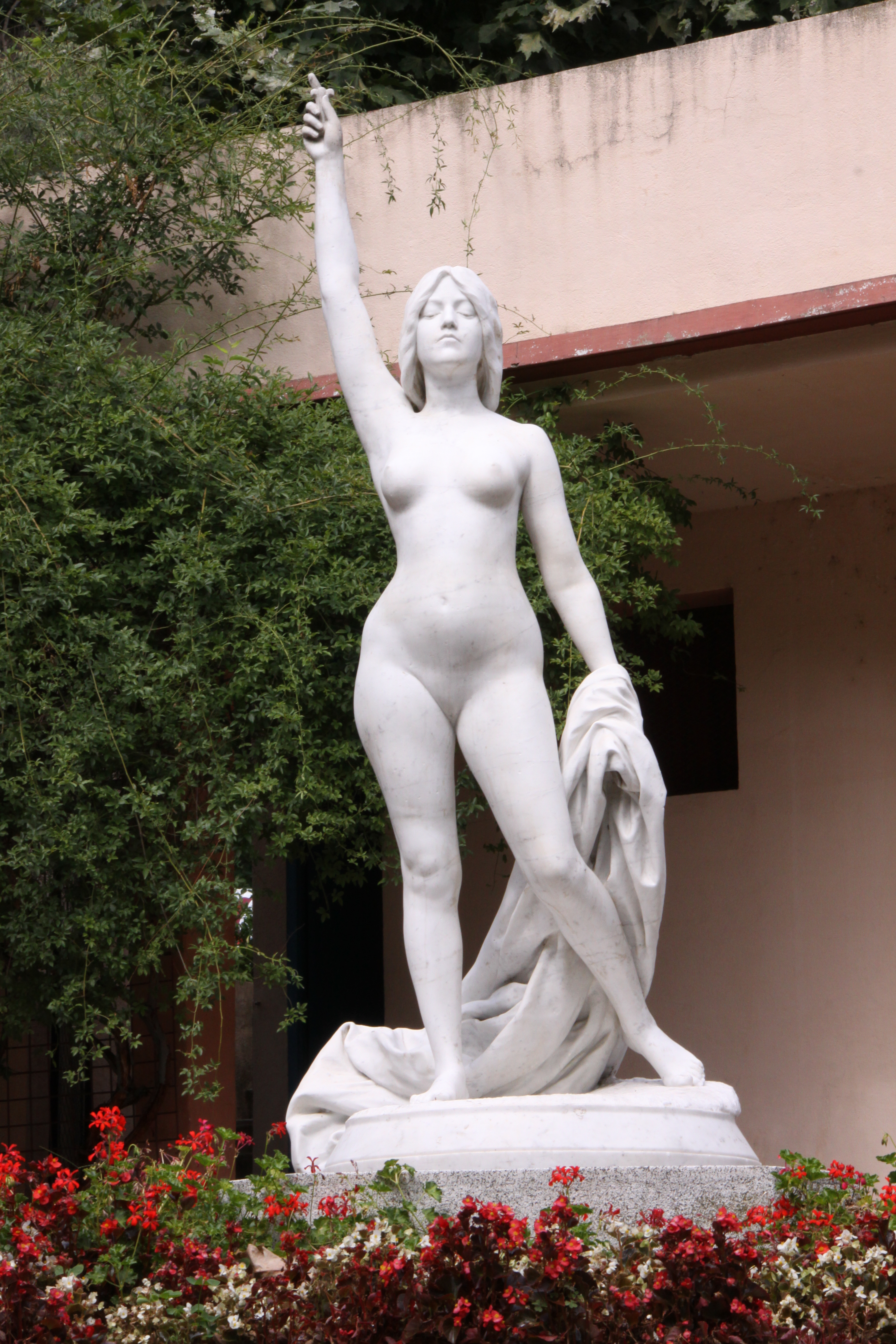
La Vérité Sortant du Puits de Fanny Marc.
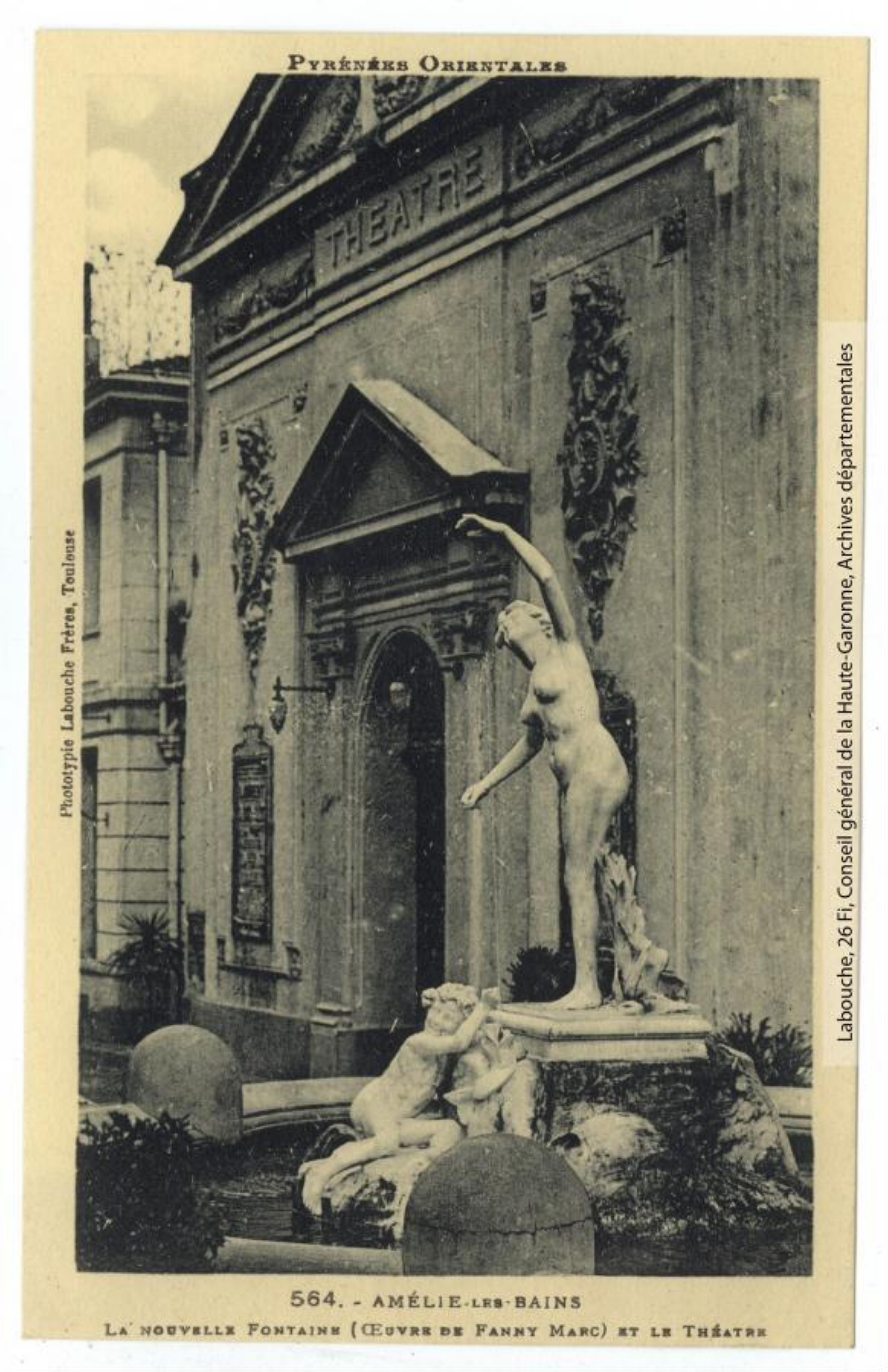
Nouvelle fontaine et le théâtre, sculpture de Fanny Marc, entre 1918 et 1937.

Montalba-d'Amélie
- Église Sainte-Marie : bâtie au XVIIe siècle et située au sein du village, elle contient un retable du XVIIe siècle et une Vierge à l'Enfant de la fin du XIVe siècle.
- Église Sainte-Engrâce : église romane isolée à l'ouest de Montalba-d'Amélie.
- Vestiges du château de Mondony.
- Église Saint-Sauveur de Mondony.

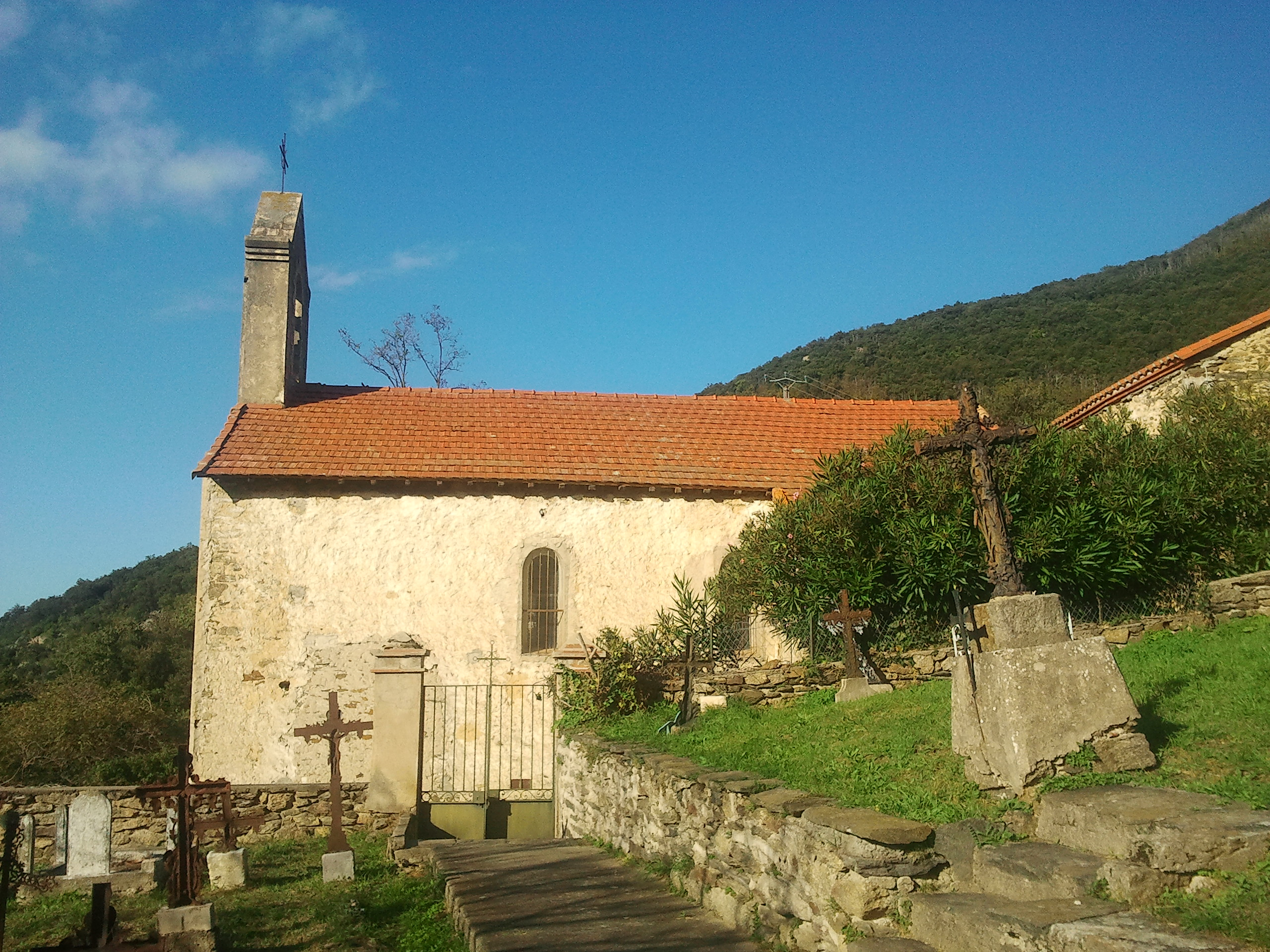
Église Sainte-Marie de Montalba d'Amélie.
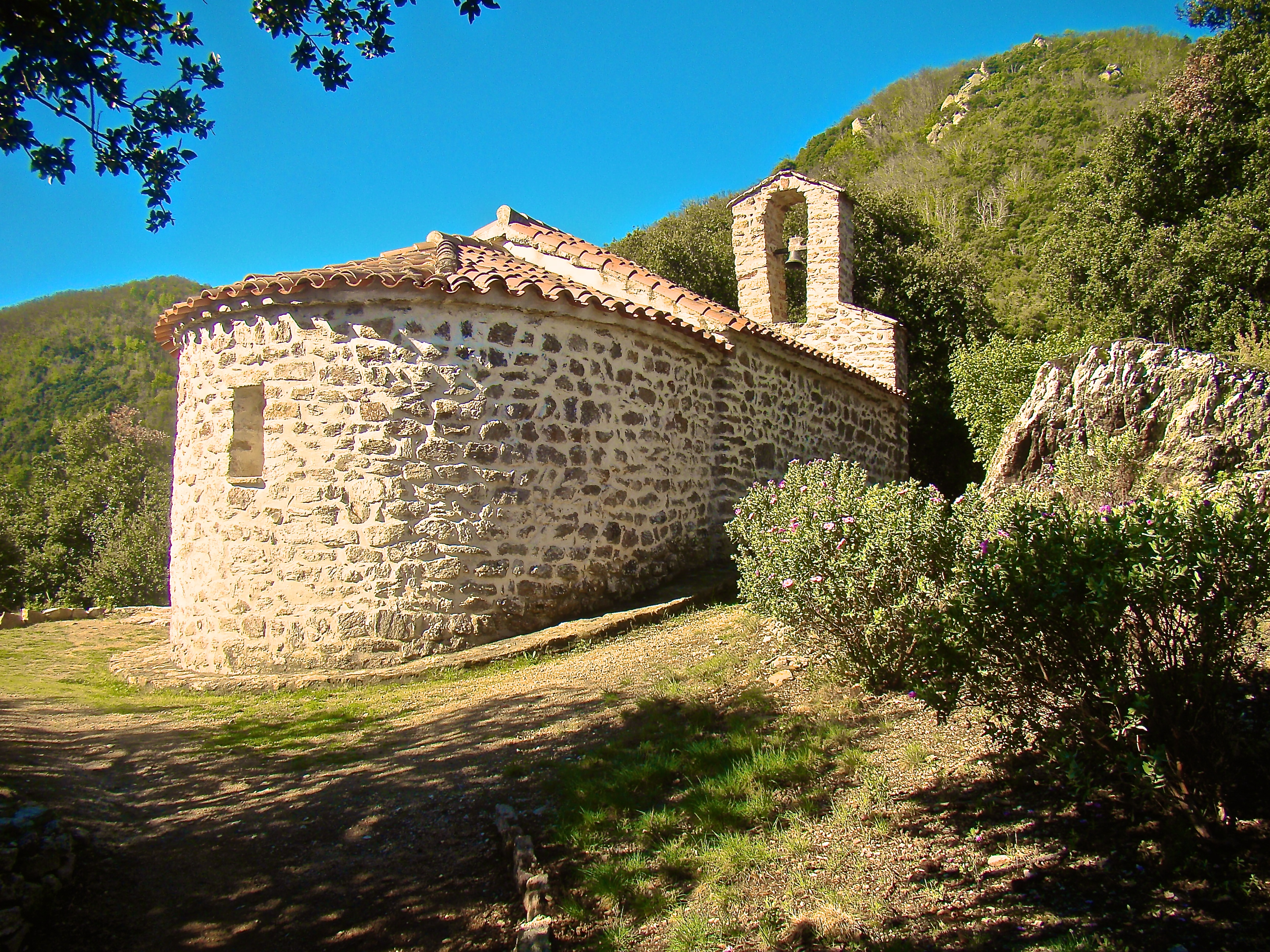
Église Sainte-Engrâce d'Amélie-les-Bains.

### Personnalités liées à la commune
- Augustin de Chazelles (1779-1862) : préfet, conseiller d’État, directeur des Postes, mort à Amélie-les-Bains.
- Marie-Amélie de Bourbon-Siciles (1782-1866) : aristocrate à l'origine du nom actuel de la ville.
- Jacques Honoré Lelarge de Lourdoueix (1787-1860) : journaliste français[66][réf. non conforme].
- Domingo Dulce (1808-1869) : militaire espagnol décédé à Amélie-les-Bains.
- Maximilien de Chaudoir  (1816-1881) : entomologiste mort à Amélie-les-Bains [66][réf. non conforme].
- Jean Forné (1829-1912) : ancien maire de la commune et député.
- Arthur Grottger (1837-1867) : peintre polonais, mort à Amélie-les-Bains.
- Max Lebaudy (1873-1895) : jeune millionnaire mort au sanatorium militaire.
- Gaston Brun (1873-1918) : peintre, y est mort.
- Ernest Duchesne (1874-1912) : médecin mort à Amélie-les-Bains.
- Augustin Ringeval (1882-1967) : coureur cycliste mort à Amélie-les-Bains.
- Clément Blanc (1897-1982) : général d'armée, originaire d'Amélie-les-Bains, le rond-point à l'entrée d'Amélie porte son nom.
- Alphonse Mias (1903-1950) : homme politique et écrivain né à Palalda.
- Joseph Katz (1907-2001) : général d'armée, décédé à Amélie-les-Bains.
- Jean Trescases (1916-1951) : militaire français, originaire d'Amélie-les-Bains, décédé en Indochine.
- Pierre Restany  (1930-2003) : critique d'art, né à Amélie-les-Bains-Palalda.
- Jacques Séguéla (né en 1934) : sa famille est originaire d'Amélie-les-Bains.
- Frédéric Molas (né en 1982) : vidéaste français ayant passé une partie de son enfance à Amélie-les-Bains-Palalda[réf. nécessaire].

### Héraldique
| Armes d'Amélie-les-Bains-Palalda | Les armes peuvent se blasonner ainsi : Parti, au premier d'azur à saint Quentin d'or tenant de sa main dextre une palme de sinople, au second de gueules aux deux tours rondes d'argent coulissées de sable, rangées en barre et posées à plomb, à un soleil non figuré d'or brochant en chef sur la partition, à la champagne du même chargée de quatre pals aussi de gueules. |